# 당신과 나 사이에
당신과 나 사이에는 1971년 공개된 대한민국의 영화이다.

## 배역
- 신성일
- 윤정희
- 남정임
- 윤소정
- 김신재
- 박암
- 김경란
- 양춘희
- 안정숙
- 임종우
- 성소민
- 이예성
- 김기범